# Maria Iskariot
Maria Iskariot is een Belgische Nederlandstalige punkband die in 2024 de winnaar werd van Humo's Rock Rally.
Met de maagd Maria en de verrader Judas Iskariot is Maria Iskariot bewust een bandnaam die de tegenstrijdigheid van goed en kwaad combineert. De band bestaat uit zangeres Helena Cazaerck, gitariste Loeke Vanhoutteghem, bassiste Amanda Barbossa en drummer Sybe Versluys. Ze bracht dat jaar ook de debuut-ep ‘EN/EN’ uit, die verscheen op Burning Fik, het platenlabel van Faberyayo en Abel van Gijlswijk.
De groep stelde hun ep voor in de Charlatan in Gent en speelde al in het voorprogramma van Hang Youth. Daarnaast had de band in 2024 optredens op de Gentse Feesten, Maanrock, het Crisisfestival, het Absolutely Free Festival en Pukkelpop en haalde Otto-Jan Ham hen naar Amai zeg wauw!.
Dat jaar  gingen ze ook viraal een live sessie op Radio Willy, die onder andere werd geliked door de vader van Billie Eilish en producer Justin Raisen (die heeft gewerkt met Kim Gordon, Charli XCX en Lil Yachty. Deze video zorgde ook ervoor dat ze werden opgesproken door de band Tropical Fuckstorm, om hen te vervoegen op hun Noord-Europese en VK tour.
De Tropical Fuck Storm supporttour met Maria Iskariot was een belangrijke stap voor de internationale carrière van de band. Met uitverkochte zalen van ongeveer 500 bezoekers in Berlijn, Kopenhagen en zeven locaties in het Verenigd Koninkrijk, haalde de band er alles uit wat mogelijk was.
De band gaat uiteindelijk met Busker in zee als Belgische booker. Voor Nederland werken ze samen met Jaap van Radar agency en sinds 2024 hebben ze ook een booker in Duitsland, Robert van DQ agency. In 2025 zal de band een zomer vol shows spelen in deze beide landen. 

Begin 2025 start ook hun samenwerking met Montgrí Records, een label en bookings kantoor uit Spanje, dat hen zal vertegenwoordigen in die regio.